# Breitling Jet Team
L'Apache Team è una pattuglia acrobatica professionale civile creata nel 1982 da Jacques Bothelin che ne è anche il leader. 

Dal 2004 prende il nome di Breitling Jet Team e dal 2009 vola con sette Aero L-39 Albatros. Il gruppo ha sede nell'aeroporto di Dijon-Longvic.

## Storia

### Le origini
Nel 1982 Jacques Bothelin crea Apache Team, composto da tre Alenia Aermacchi SF-260 che grazie alla sponsorizzazione prende il nome di Martini Team.
Nel 1987 gli Aermacchi vengono sostituiti con i Pilatus PC-7; lo sponsor sarà dapprima Ecco ed in seguito Adecco.
Nel 2001 è la volta della compagnia algerina Khalifa sponsorizzare il team e consentire il passaggio ai jet nell'anno seguente: quattro Aero L-39 Albatros che comporranno il Khalifa Jet Team la prima pattuglia acrobatica professionale civile ad utilizzare questo tipo di velivoli.
Conclusa nel 2003 la collaborazione con Khalifa inizia quella con Breitling con la nascita del Breitling Jet Team che, nel 2009, raggiunge il numero di sette velivoli.
Nel 2010 viene fatto un leggero restyling alla livrea degli aeroplani.

## Programma di volo
Come altre pattuglie acrobatiche il repertorio comprende tre programmi a seconda delle condizioni meteorologiche presenti sul campo di volo:
- il programma completo, effettuato quando le condizioni sono perfette, presenta figure verticali che arrivano fino alla quota di 1500 metri;
- il programma ridotto è compreso fra una quota di 500 e 1000 metri, presentando molte limitazioni nelle figure verticali;
- il programma basso, effettuato quando la visibilità è inferiore ai 500 metri, elimina totalmente le figure verticali e si compone di incroci, passaggi bassi e separazioni.

Il programma standard ha la durata di circa venti minuti e comprende undici manovre. La figura finale è caratterizzata dal lancio di flare.

## Componenti
I componenti scelti per formare il team provengono da l'Armée de l'air e sono:
- il leader Jacques 'Speedy'  Bothelin, considerato uno dei più esperti piloti acrobatici al mondo[1], è anche il manager della pattuglia e vola sul velivolo numero 1
- il gregario destro interno è Bernard 'Charbo' Charbonnel sul velivolo numero 2
- il gregario interno sinistro François 'Ponpon' Ponsot sul velivolo numero 4
- il primo fanalino Christophe ' Douky' Deketelaere sul velivolo numero 3
- il gregario sinistro esterno Patrick 'Gaston' Marchand sul velivolo numero7
- il gregario destro esterno Philippe 'Sheriff' Laloix sul velivolo numero 6
- il secondo fanalino estremo Frederic 'Fredo' Schwbel, arrivato nel 2008, sul velivolo numero 5
- lo speaker Gregory 'Greg' Moigne
- quattro o sei specialisti e tecnici che seguono il team ad ogni spostamento